# Armancourt (Somme)
Armancourt ist eine nordfranzösische Gemeinde mit 33 Einwohnern (Stand 1. Januar 2022) im Département Somme in der Region Hauts-de-France. Die Gemeinde gehört zum Arrondissement Montdidier sowie zum Kanton Roye und ist Teil der Communauté de communes du Grand Roye.

## Geographie
Die Gemeinde, eine der kleinsten des Départements, liegt in der Landschaft Santerre, rund acht Kilometer westlich von Roye, an der Départementsstraße D133. Im Westen verläuft das Trockental Vallée de la Terrière, das zur Avre führt.

## Geschichte
Die Gemeinde erhielt als Auszeichnung das Croix de guerre 1914–1918.

## Einwohner
| 1962 | 1968 | 1975 | 1982 | 1990 | 1999 | 2006 | 2013 |
| ---- | ---- | ---- | ---- | ---- | ---- | ---- | ---- |
| 42   | 38   | 29   | 22   | 19   | 21   | 19   | 23   |

## Verwaltung

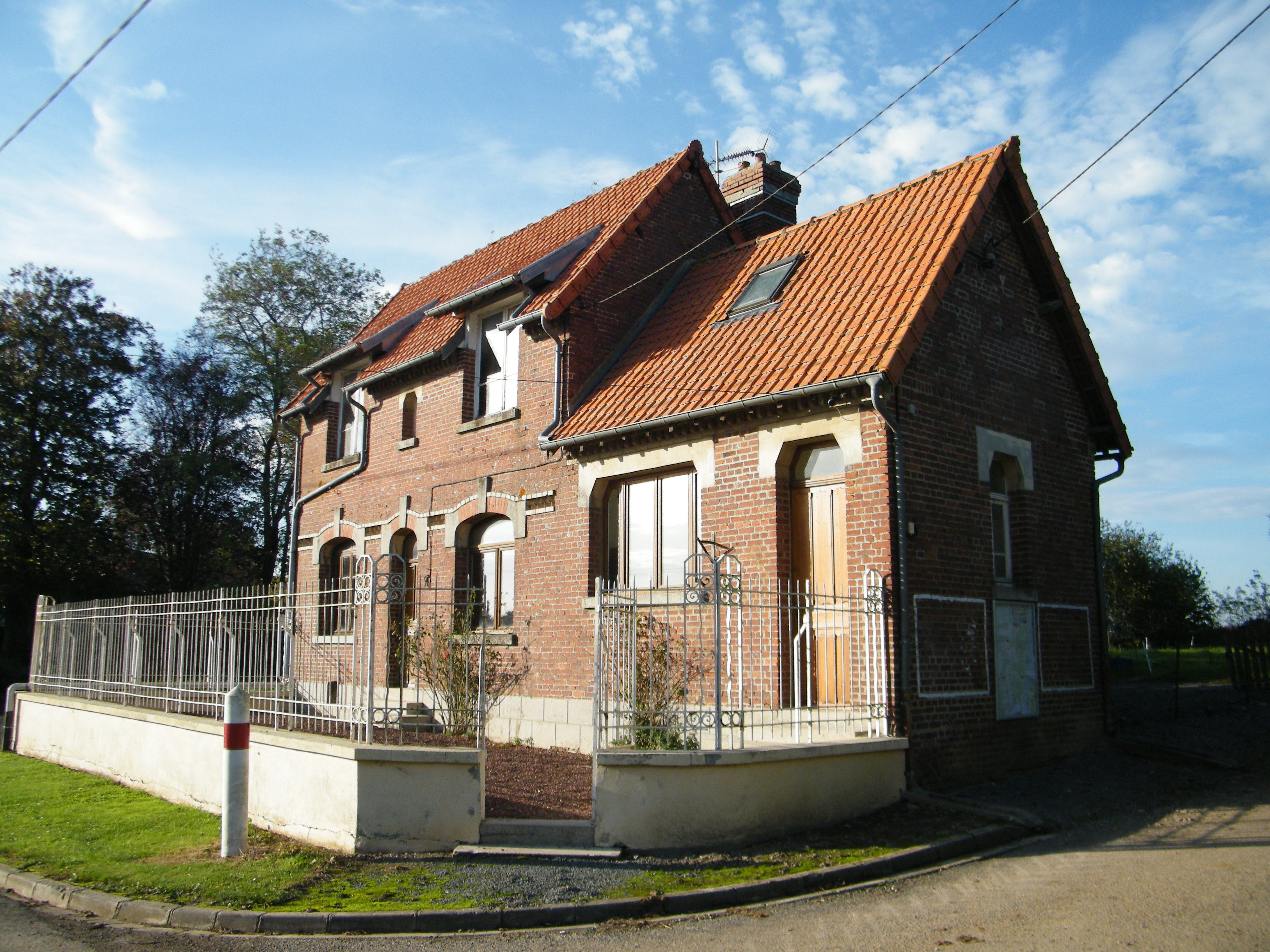
Rathaus (Mairie) von Armancourt

Bürgermeister (maire) ist seit 2008 Alain Petre.  